# Cañón de Ajshtir
El cañón de Ajshtir o cañón de Dzijra (del ruso: Ахшты́рское уще́лье, Дзыхринское ущелье) es un cañón abierto por el paso por la cordillera de Ajshtir del río Mzymta en la parte final de su curso medio. En él vierte sus aguas el río Dzijra, corto afluente del anterior. Está situado junto a Ajshtir y Kazachi Brod, en el distrito de Ádler de la unidad municipal de la ciudad-balneario de Sochi, en el krai de Krasnodar del sur de Rusia. En una de sus terrazas en la orilla derecha del río, se halla la cueva de Ajshtir.
Es un área protegida de Rusia, catalogada como monumento natural "Cañón de Dzijra".